# Kramvigbrygga

Kramvigbrygga är ett tidigare affärshus för M.A. Kramvig A/S och ett norskt lokalmuseum i Sørreisa kommun i Troms fylke. Det ingår i Midt-Troms Museum. 
Byggnaden ligger i Vika, som ligger kring Straumen innerst i Reisfjorden. Handelsverksamheten startade omkring 1870 som ett producentkooperativ av traktens bönder under namnet Reisen Forbrugerforening. År 1877 öppnades en lanthandel på gården Sørstraumen med bostäder, kontor och butikslokaler. Fastigheten Kramvigbrygga byggdes av Reisen Forbrugerforening i slutet av 1880-talet och såldes 1891 till föreningens affärsföreståndare Martin Anton Martinusen Kramvig. Firma M.A. Kramvig drev därefter handelsverksamhet i byggnaden till 1975.
Handelshuset M.A. Kramvig bestod av butik, skepps- och godsexpedition, kaj och en tankanläggning för oljebolaget Esso. 
Byggnaden restaurerades med medel från regionmuseet, fylkeskommunen och kommunen och invigdes som museum 2009. 